# Jakob Schubert
Jakob Schubert (født 31. december 1990) er en østrigsk professionel sportsklatrer.

## Karriere
Schubert vandt bronze ved sommer-OL 2020 i kombination. Han har også vundet 6 VM-guldmedaljer, 4 i lead og 2 i kombination.
Han vandt sin anden bronzemedalje i træk i den kombinerede disciplin ved sommer-OL 2024 i Paris.